# جوي جيوفاني
جوي جيوفاني (بالإنجليزية: Joy Giovanni)‏ هي مديرة (مصارعة محترفة) وعارضة وممثلة أمريكية، ولدت في 20 يناير 1978 في بوسطن في الولايات المتحدة.

## وصلات خارجية
- جوي جيوفاني على موقع CageMatch worker (الإنجليزية)
- جوي جيوفاني على موقع قاعدة بيانات المصارعة على الإنترنت (الإنجليزية)
- جوي جيوفاني على موقع عالم المصارعة على الإنترنت (الإنجليزية)
- جوي جيوفاني على موقع عالم المصارعة على الإنترنت (الإنجليزية)
- جوي جيوفاني على موقع IMDb (الإنجليزية)
- جوي جيوفاني على موقع أول موفي (الإنجليزية)
- جوي جيوفاني على موقع قاعدة بيانات الفيلم (الإنجليزية)
- جوي جيوفاني على موقع كينوبويسك (الروسية)